# Серая синица
Серая синица (лат. Parus cinereus) — вид воробьинообразных птиц из рода синицы. Этот вид включает несколько подвидов, все они ранее рассматривались в составе вида Большая синица (Parus major). Это птицы с серой спиной и белыми брюшком и грудью. Большие синицы (в узком смысле) отличаются зеленоватой спиной и жёлтой нижней стороной. Этот вид распространён в некоторых районах Передней Азии, во всей Южной Азии и в Юго-Восточной Азии.

## Описание

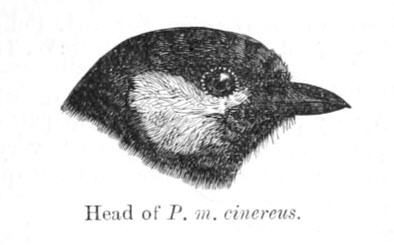
Изображение головы

Как и у других представителей этого рода, для данного вида характерна широкая чёрная полоса вдоль брюшка и отсутствие хохолка. Этот вид входит в весьма запутанную группу видов, но отличается от других видов тем,  что у него серая спина, черная шапочка, белые пятна на щеках и белая грудь. Брюшная сторона белая с чёрной центральной полосой, идущей по всей длине. Самка имеет более узкую брюшную полосу и немного тусклее. Надхвостье пепельное, рулевые перья хвоста черноватые, но внешние опахала четырёх пар центральных рулевых пепельные, у всех рулевых кроме центральной пары на вершинах есть белые пятна. Пятая пара рулевых почти полностью белая с чёрным стержнем и черной полосой вдоль стержня на внутреннем опахале. Внешние пары рулевых перьев все белые с чёрным стержнем. Подхвостье чёрное в центре, но белое по бокам.

## Подвиды
В этот вид включены несколько подвидов, ранее включенных в вид большая синица (Parus major). У всех этих подвидов  у взрослых птиц серая, а не зеленоватая окраска спины, хотя молодые птицы некоторых подвидов имеют зеленую спину и желтоватую нижнюю часть. Все подвиды  территориально обособленны и различаются, в основном, оттенками серого окраски спины, развитием белых пятен на опахалах внешних рулевых перьев, и размерами, хотя разница в размерах, в основном, клинальная. По данным базы Международного союза орнитологов в состав вида Parus cinereus входят 20 подвидов:
- Parus cinereus ambiguus (Raffles, 1822) — обитает на полуострове Малакка и на острове Суматре
- Parus cinereus amamiensis Kleinschmidt, 1922
- Parus cinereus caschmirensis E. J. O. Hartert, 1905 — обитает на северо-востоке Афганистана, севере Пакистана и северо-западе Индии. Имеет серое пятно на затылке[7].
- Parus cinereus cinereus Vieillot, 1818 — номинативный подвид,  обитает на острове Ява и на Малых Зондских островах.
- Parus cinereus commixtus Swinhoe, 1868
- Parus cinereus dageletensis Cabanis, 1851
- Parus cinereus decolorans Koelz, 1939 — обитает на северо-востоке Афганистана и на северо-западе Пакистана.
- Parus cinereus hainanus E. J. O. Hartert, 1905 — обитает на острове Хайнань.
- Parus cinereus intermedius Zarudny, 1890 — обитает на северо-востоке Ирана и на северо-западе Туркмении.
- Parus cinereus mahrattarum E. J. O. Hartert, 1905 — обитает на северо-западе Индии и на острове Шри-Ланка.
- Parus cinereus minor Temminck & Schlegel, 1848
- Parus cinereus nigriloris Hellmayr, 1900
- Parus cinereus nubicolus Meyer de Schauensee, 1946
- Parus cinereus okinawae Hartert, EJO, 1905
- Parus cinereus planorum E. J. O. Hartert, 1905 — обитает на севере Индии, в Непале, Бутане, Бангладеш, на западе и в центральной части Мьянмы.
- Parus cinereus sarawacensis Slater, 1885 — обитает на острове Калимантан.
- Parus cinereus stupae Koelz, 1939 — обитает на западе, в центральной части и на северо-востоке Индии.
- Parus cinereus templorum Meyer de Schauensee, 1946 — обитает на западе и в центральной части Таиланда, на юге Индокитая.
- Parus cinereus tibetanus Hartert, EJO, 1905
- Parus cinereus vauriei Ripley, 1950 — обитает на северо-востоке Индии[12].
- Parus cinereus ziaratensis Whistler, 1929 — обитает в центральной части и на юге Афганистана и западе Пакистана. Очень тусклого и голубоватого окраса, внешне напоминает бухарскую синицу Parus  bokharensis[13].

## Поведение

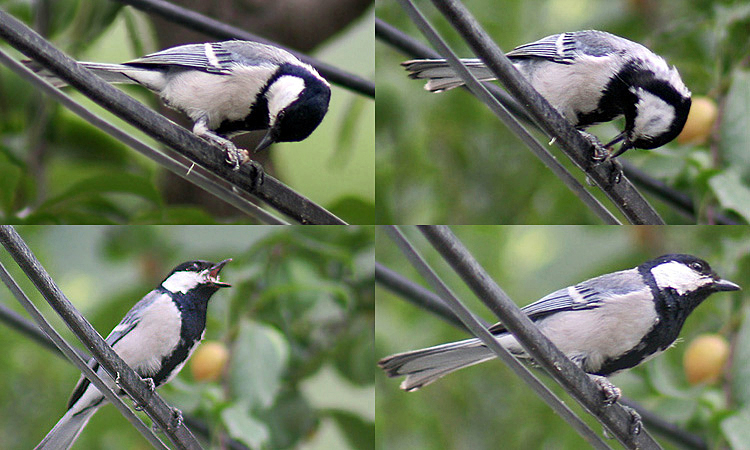
Parus cinereus caschmirensis использует пальцы ног для удержания пищи

Эти птицы, как правило, наблюдаются в парах или в небольших группах, иногда объединяются с другими видами в смешанные стаи для поиска пищи. Кормятся в основном тем, что собирают и ловят насекомых (в основном, гусениц, мелких насекомых и жуков), что является непостоянным источником пищи, иногда поедают бутоны и плоды. Они удерживают насекомых лапами в то время, как их расклёвывают. Они также могут закреплять твердые семена в трещинах коры деревьев, пред тем как раздолбить клювом их твёрдую оболочку  (отмечено при наблюдениях за подвидом P. c. cashmiriensis).
Характерными звуками является свист  titiweesi...titiweesi... witsi-seesee или другие варианты, повторяется три-четыре раза, затем перерыв. Пение особенно актуально в период размножения. В ходе эксперимента, стрекочущие тревожные позывы европейской Parus major и серой синицы соответствовали друг  другу и вызывали соответствующую реакцию, но песни европейского вида не вызвали ответа у Parus cinereus mahrattarum. Размер кладки от 4 до 6 яиц (9 яиц зарегистрировано для Parus cinereus caschmirensis в одном случае, когда, по-видимому, две самки отложили кладки в одно гнездо). Сезон размножения летом, но его даты меняются в разных частях ареала. Некоторые птицы могут давать более одного выводка в год. В Южной Индии и на Шри-Ланке сезон размножения с февраля по май (в основном, до муссонов), хотя гнездование отмечали даже и с сентября по ноябрь. Гнездятся в дуплах деревьев, в полостях стен или в норах с узкими входными отверстиями в глинистых обрывах. Гнездо строят из мха, выстилая шерстью и перьями. Они могут строить свои гнезда в старых дуплах дятлов или бородастиков. Оба родителя участвуют в насиживании кладки и окрикивании потенциальных хищников, когда гнездо находится под угрозой. Они могут также устраиваться на ночлег в полостях таких, как, например, срез бамбука.
Вид блох Ceratophyllus gallinae была обнаружен в их гнездах в Индии.